# San Mateo County
San Mateo County er et county beliggende i San Francisco Bay Area i det vestlige Californien. Det dækker det meste af San Francisco Halvøen syd for San Francisco, og nord for Santa Clara County. San Francisco International Airport er placeret i den nordlige del af San Mateo County, mens Silicon Valley begynder i den sydlige.
San Mateos totale areal er 1.919,2 km² hvoraf de 756,1 km² er vand. I år 2010 havde San Mateo County 718.451 indbyggere. Hovedbyen er Redwood City. 
San Mateo County blev dannet i 1856, efter at San Francisco County, et af statens 18 oprindelige counties, blev splittet fra hinanden.

## Byer i San Mateo
| - Atherton - Belmont - Brisbane - Burlingame - Colma - Daly City - East Palo Alto - Foster City - Half Moon Bay - Hillsborough | - Menlo Park - Millbrae - Pacifica - Portola Valley - Redwood City - San Bruno - San Carlos - San Mateo - South San Francisco - Woodside |